# Zverinac (otok)
Zverinac je u otok u zadarskom otočju između otoka Tuna Velog i sjeverne obale Dugog otoka. Površina otoka je 4,18 km2 (dug 5,8 km, širok do 1,1 km), obalna crta je duga 14 km, a najviši vrh je Klis (117 m). Po popisu iz 2001, na otoku je živjelo 59 stanovnika.
Na zapadnoj obali su uvale Kablin i Zverinac, luka jedinog naselja istoga imena. Otočić je najvećim dijelom obrastao gustim grmljem. Gospodarska je osnova poljodjelstvo, vinogradarstvo, maslinarstvo, voćarstvo, ribarstvo i turizam. Brodska veza sa susjednim otocima i sa Zadrom. U neposrednoj su blizini mjesto Božava na Dugom otoku i otok Sestrunj.
Plaže na otoku su uglavnom prirodne, kamene, intimne, smještene u nekoliko uvala do kojih vodi cestica uz obalu, s koje se može spustiti na bilo koju od tih plaža. Ima i manji broj šljunčanih plaža, a jedan dio plaža je uređen, s postepenim ulazom u more.
Otok se prvi put spominje 1421. pod imenom Suiran; bio je posjed zadarskih plemića. U naselju je barokna palača obitelji Fanfonga iz 1746. U uvali Poripišće ima ostataka iz rimskoga doba. 
Na sjeveroistočnom dijelu otoka, kao zanimljivost, nalazi se uvala imena Hervatin.
Ladanjskim kućama na Žverincu bavila se Marija Stagličić.